# Fernanda Carvalho Leite
Fernanda Hübner de Carvalho Leite (Porto Alegre, 20 de março de 1974), mais conhecida como Fernanda Carvalho Leite, é uma atriz e bailarina brasileira.
Seu desempenho no musical Relações, pela Ânima Companhia de Dança (dirigido por Eva Schul), lhe valeu a indicação de Melhor Bailarina no Prêmio Açorianos de Dança 2001, da Secretaria Municipal de Cultura de Porto Alegre.

## Trabalhos no cinema
- Falsa Loura[1] (2006) … Lucineide
- Nossa Senhora de Caravaggio[1] (2005)
- Bens Confiscados (2004)
- Garotas do ABC (2003) .... Lucineide [2]
- A Festa de Margarette[1] (2003)
- A Paixão de Jacobina[1] (2002) .... Ana Kassel (creditada como Fernanda Leite)[3]
- Por Um Fio (2001) (curta-metragem)
- Vênus (2001) .... Martha (curta-metragem)
- The Rules[1] (1998) (curta-metragem)
- Bola de Fogo[1] (1997) (curta-metragem)
- Mazel Tov[1] (1997) (curta-metragem)

## Trabalhos na TV
- Segredo (minissérie, RTP)
- Ordem e Progresso (RBS TV, participação especial)
- O Caso no Ar (especial, RBS TV)
- Quintana Inventa o Mundo (RBS TV)
- Aeroplanos (RBS TV)
- Futura Profissão (TV Futura)
- TV Comédia (TV COM)
- Minha História de Natal (RBS TV)

## Teatro
- Inimigas Íntimas, de Arthur José Pinto, direção Néstor Monastério
- A Entrevista, de Samir Yazbek, direção Florência Gil
- O Concílio do Amor, de Oskar Panizza, direção Néstor Monastério
- Almas Gêmeas, de Martha Medeiros, direção Irene Brietske
- Vida Muda, de direção Néstor Monastério
- O Retrato de Oscar Wilde, direção Dilmar Messias
- O Marido do Dr. Pompeu, de Luis Fernando Verissimo, direção Dilmar Messias
- Cabaré Valentin, criação coletiva
- Quando Despertamos entre os mortos, de Henrik Ibsen
- A Vida Íntima de Laura, de Clarice Lispector, direção Dilmar Messias
- As Aventuras do Avião Vermelho, de Érico Veríssimo, direção Dilmar Messias
- Lili Inventa o Mundo, de Mário Quintana, direção Dilmar Messias
- Circo Teatro Girassol (clown, acrobacia e bungee ballet), direção Dilmar Messias